# Benoît Trémoulinas
Benoît Trémoulinas (født 28. december 1985 i Lormont, Frankrig) er en fransk fodboldspiller, der spiller som venstre back. Han har gennem karrieren spillet seks år for Bordeaux, hvor han også spillede for i langt størstedelen af sine ungdomsår, og var blandt andet med til at vinde det franske mesterskab i 2009. Hans spillede sin debutkamp for holdet den 15. august 2007 mod Le Mans. Senere repræsenterede han blandt andet Sevilla FC i Spanien.

## Titler
Ligue 1
- 2009 med Girondins Bordeaux